# Premi Joan Maragall
El Premi Joan Maragall és un premi literari que premia obres originals inèdites d'assaig o d'investigació sobre cristianisme i cultura. Actualment, la dotació econòmica del premi és de 6.000 euros.

## Història
L'any 1936 es creà el primer premi Joan Maragall d'assaig que guanyà Agustí Esclasans, amb l'obra La ciutat de Barcelona en l'obra de Jacint Verdaguer. El premi, un dels primers en llengua catalana, fou abolit a causa de l'esclat de la guerra civil espanyola el mateix any.
Des de l'any 1990 la Fundació Joan Maragall convoca aquest premi sobre cristianisme i cultura. Recull molts del originals premiats en col·lecció de llibres que coedità amb l'Editorial Cruïlla fins a l'any 2016. Des de gener de 2017, però, la coedició de la col·lecció «Cristianisme i Cultura» es fa amb l'editorial Viena Edicions. A partir de l'any 2012 la Fundació Joan Maragall va decidir convocar el premi cada dos anys, a diferència de com s'havia anat fent fins aleshores.
Arrel de la pandèmia de la COVID i per raons econòmiques, la Fundació Joan Maragall va deixar de convocar-lo.

## Llista de premiats
| Edició | Any  | Obra guanyadora                                                                                   | Autor                   |
| ------ | ---- | ------------------------------------------------------------------------------------------------- | ----------------------- |
| 1a     | 1990 | No concedit                                                                                       | No concedit             |
| 2a     | 1991 | L'evangeli (re)humanitzador                                                                       | Joan Llopis             |
| 3a     | 1992 | Ètica del perdó                                                                                   | Francesc Torralba       |
| 4a     | 1993 | D'Europa als homes                                                                                | Josep M. Esquirol       |
| 5a     | 1994 | Emmanuel Lévinas. L’ètica com a sentit                                                            | Clara Gomis             |
| 6a     | 1995 | La gratuïtat, clau de l'ètica bíblica                                                             | Antoni Bentué           |
| 7a     | 1996 | La marginació: mirall, dolor i repte                                                              | Gaspar Mora             |
| 8a     | 1997 | No concedit                                                                                       | No concedit             |
| 9a     | 1998 | La novel·la catòlica a Catalunya                                                                  | Carles Lluch Fernández  |
| 10a    | 1999 | L'esperança que no mor                                                                            | Josep Gil               |
| 11a    | 2000 | El llenguatge cristià en la cultura de masses                                                     | Albert Sáez i Casas     |
| 12a    | 2001 | Sobreviure a la contamporaneïtat                                                                  | Lluís Roda              |
| 13a    | 2002 | Compromís i escriptura. Lectura d'"Incerta glòria" de Joan Sales                                  | Carme Arnau             |
| 14a    | 2003 | Camins efímers ca a l'etern                                                                       | Inês Castel-Branco      |
| 15a    | 2004 | Una literatura entre el dogma i l’heretgia. Les influències dantesques en l’obra de Joan Maragall | Francesco Ardolino      |
| 16a    | 2005 | Mística i vida quotidiana. El testimoni d'Egied von Broeckhoven                                   | Adeilaide Barracco      |
| 17a    | 2006 | No concedit                                                                                       | No concedit             |
| 18a    | 2007 | La política dels cristians                                                                        | Josep Lligades Vendrell |
| 19a    | 2008 | Idea de l'home, idea de Déu                                                                       | Joan Ordi               |
| 20a    | 2009 | Música sacra: nou audicions i un pròleg                                                           | Joan Grimalt            |
| 21a    | 2010 | Arnau de Vilanova i les teories medievals de l'amor                                               | Jaume Mensa             |
| 22a    | 2011 | El reencarnament postmodern                                                                       | Josep Otón              |
| 23a    | 2012 | Escatologia i modernitat. El pensament d’Odo Marquard                                             | Carles Llinàs           |
| 24a    | 2014 | Graham Greene i els escriptors catòlics francesos                                                 | Salvador Bruna          |
| 25a    | 2016 | Àngels i robots. La interioritat humana en la societat hipertecnològica                           | Jordi Pigem             |
| 26a    | 2018 | Vostè i George Orwell. Sobre l’humanisme orwellià i la condició de l’home corrent                 | Oriol Quintana Rubio    |